# 가평 현등사 아미타회상도
가평 현등사 아미타회상도(加平 懸燈寺 阿彌陀會上圖)는 대한민국 경기도 가평군, 현등사 사찰에 있는 조선시대의 불화이다. 2002년 9월 16일 경기도 유형문화재 제185호로 지정되었다.

## 개요
이 회상도는 비단바탕에 진채색(眞彩色)으로 그려졌으며. 가로298cm. 세로265cm의 두루마리 형태로 되어 있다. 화면 구성은 아미타불이 중앙의 높은 대좌 위에 결과부자하고, 그 좌우에는 보살, 사천왕, 십대제자, 성중들을 배치하였다.
화기(畵記)를 통하여 1759년 이 회상도를 아미타불의 개금과 더불어 조성하였다는 기록을 볼 수 있으며, 오관(悟寬) 등 9명의 화원이 이 불화를 그렸다고 기록되어 있다.
화면이 밝게 보이는 표현 및 권속들의 정정한 비례와 배치 등의 회화적인 특징이 18세기 중반에 제작된 불화 가운데 뛰어난 작품으로 화기를 통하여 제작연대와 불화승을 알 수 있어 조선후기 불화연구에 귀중한 문화재이다.

## 같이 보기
- 현등사

## 참고 자료
- 현등사 아미타회상도 - 국가유산청 국가유산포털